# آشوین ویلدبوئر فابر
آشوین ویلدبوئر فابر (به انگلیسی: Aschwin Wildeboer Faber) (زادهٔ ۱۴ فوریهٔ ۱۹۸۶) شناگر اهل اسپانیا است.